# Cyrtocarpa caatingae
Cyrtocarpa caatingae là một loài thực vật có hoa trong họ Đào lộn hột. Loài này được J.D.Mitch. & Daly mô tả khoa học đầu tiên năm 1991.